# Daniele De Bosis

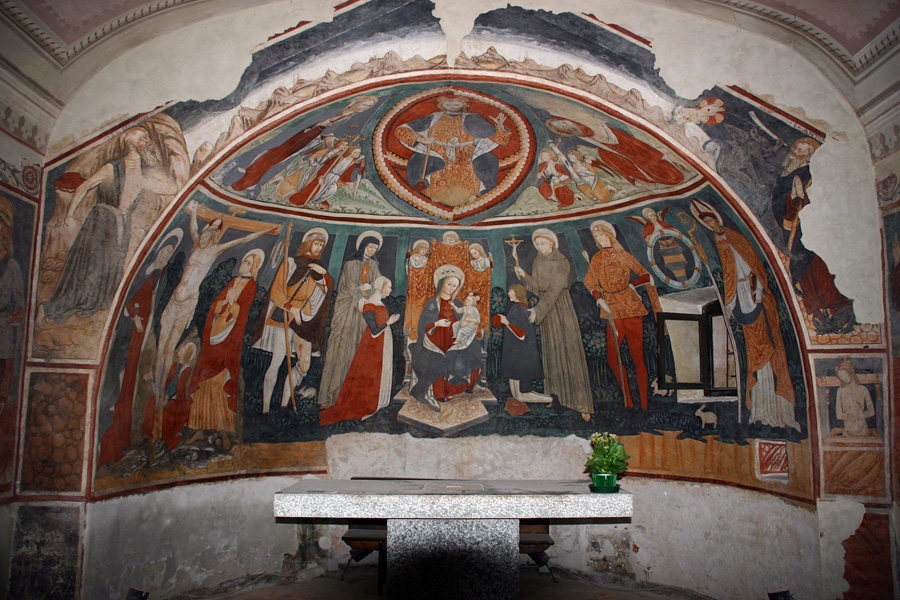
Daniele de Bosis, Affreschi dell'abside dell'Oratorio della Madonna del Latte, 1487-88, Gionzana

Daniele De Bosis, o con le varianti: De' Bosis, De Bossis, Bossi (documentato dal 1479 – morto prima del dicembre 1505), è stato un pittore italiano, milanese di origine, ma novarese per cultura pittorica, fu titolare di una bottega attiva tra il XV e il XVI secolo.

## Vita ed opere
Daniele De Bosis fu interprete di quella cultura popolare di ispirazione tardo gotica che si espresse nel Novarese tra la fine del XV e l'inizio del XVI secolo, operando negli stessi territori in cui era anche attiva la bottega di Tommaso Cagnola, quella di Giovanni Antonio Merli ed altre ancora. Fonti documentali attestano come nel 1479 egli abbia collaborato con Tommaso Cagnola nella realizzazione del ciclo di San Colombano a Biandrate (poi andato perduto).
Tra le opere realizzate nel penultimo decennio del XV secolo, vanno menzionati gli affreschi dell'abside dell'Oratorio della Madonna del Latte a Gionzana, frazione di Novara, affreschi che gli vengono uniformemente attribuiti su base stilistica.
Si è riconosciuta la sua presenza in brani di decorazione a fresco nella chiesa di Santa Maria delle Grazie (oggi nota come chiesa di San Martino) a Novara: i dipinti raffigurano vescovi, papi e santi Agostiniani su i pilastri della chiesa, ed i quattro Evangelisti ed i dottori della chiesa sulle volte a crociera.
Affreschi strappati dalle pareti della chiesa di San Marco a Varallo Sesia, attribuiti a Daniele De Bosis ed alla sua bottega sono conservati nella pinacoteca civica di Varallo: si tratta di scene che raffigurano episodi della Vita di San Marco.
Nel 1490 Daniele fu convocato insieme al Cagnola e ad un gran numero di altri frescanti novaresi, a Milano, per gli allestimenti in occasione del doppio matrimonio di Ludovico il Moro e di Alfonso I d'Este, occasione in cui egli diede il suo apporto nella decorazione della "sala Balla" nel Castello Sforzesco ).
Anche dopo la parentesi milanese il suo linguaggio non sembra aprirsi verso le novità rinascimentali che si potevano osservare nella capitale lombarda.
Pur essendo Daniele, come tutti i frescanti novaresi di quell'epoca un pittore itinerante, verso la metà dell'ultimo decennio egli sembra spostare il baricentro delle sue attività nel Biellese. 
 
A Biella è documentata una sua attività non come frescante, ma come autore di pale d'altare realizzate per committenti di prestigio quali le famiglie Gromo e Dal Pozzo.
La pala realizzata in forma di trittico nel 1497 per Giacomo Dal Pozzo è tuttora conservata nella chiesa di San Giacomo a Biella – Piazzo: essa raffigura una Madonna in trono col Bambino tra i San Gottardo e San Giacomo con il donatore.
Il catalogo degli affreschi realizzati da Daniele nel Biellese è andato nel tempo arricchendosi di attribuzioni; gli sono stati assegnati:
- un affresco staccato proveniente da Candelo, datato 1494 e raffigurante una Madonna col Bambino ora in collezione privata[6];
- il ciclo della chiesa dei santi Pietro e Paolo a Castellengo, frazione di Cossato.

I figli Arcangelo e Francesco continuarono l'attività delle bottega paterna dopo la sua morte (già avvenuta nel dicembre 1505) ripetendo piuttosto fiaccamente gli stilemi della pittura paterna. Arcangelo avrebbe operato prevalentemente nel Biellese, ove tra le opere delle bottega dei De Bosis possono essere menzionati gli affreschi della chiesa di San Rocco a Mezzana Mortigliengo (1526), quelli dell'oratorio di San Rocco a Gaglianico, quelli dell'oratorio di San Clemente ad Occhieppo Inferiore ed altri ancora nella chiesa di Occhieppo Superiore.
Anche nell'antica parrocchiale di Tollegno (BI), dedicata san Germano d'Auxerre, sono presenti numerosi affreschi attribuibili ai De Bosis; quello raffigurante i santi Rocco e Sebastiano, con al centro il vescovo Germano, è datato "maggio 1518".